# Melanagromyza pseudolappae
Melanagromyza pseudolappae är en tvåvingeart som beskrevs av Gu, X 1991. Melanagromyza pseudolappae ingår i släktet Melanagromyza och familjen minerarflugor. Inga underarter finns listade i Catalogue of Life.